# Cálice Sagrado

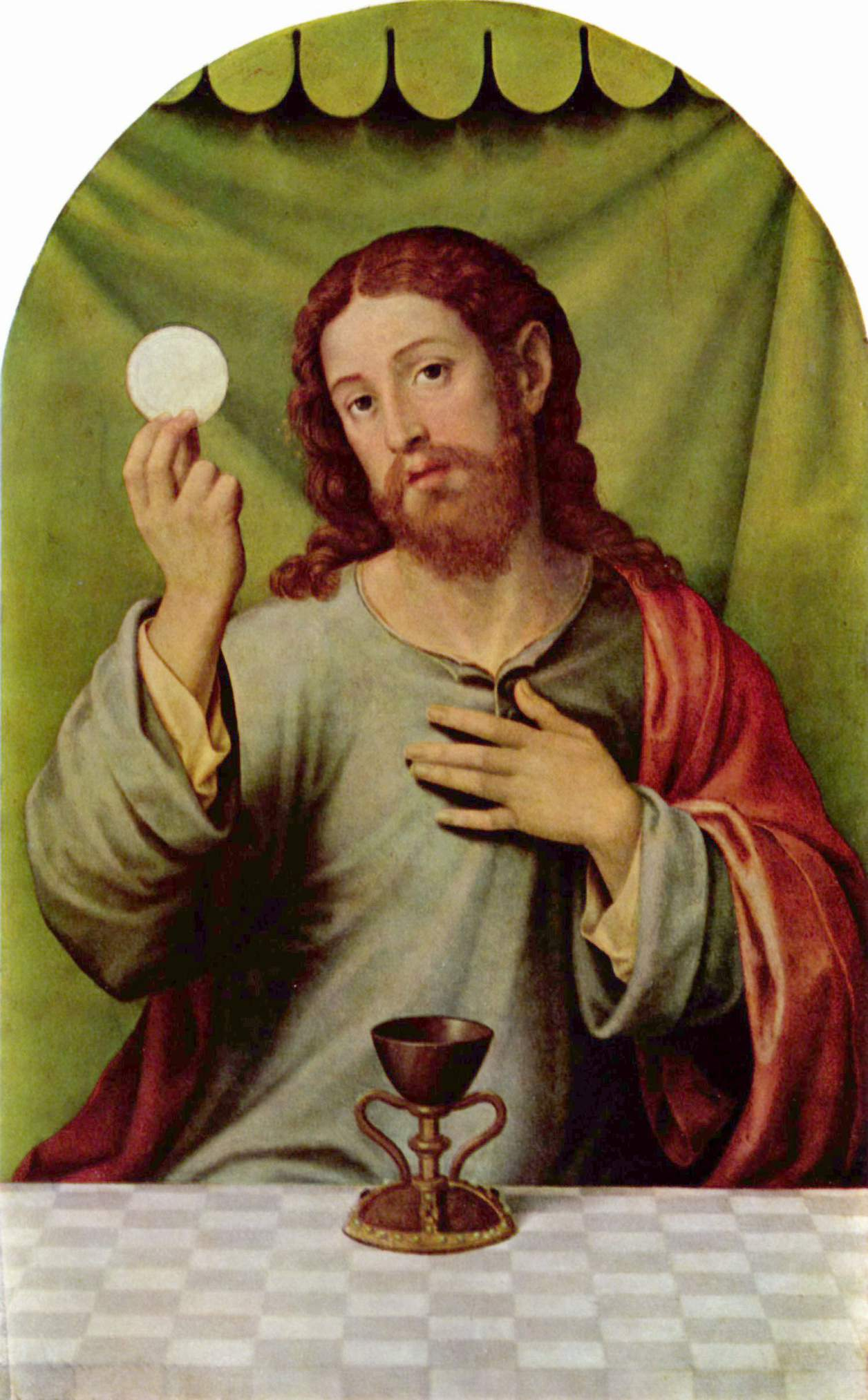
Cristo da Eucaristia por Juan Juanes. Esta pintura do século XVI representa o Cálice de Valência

O Santo Cálice, também conhecido como Santo Graal, é em algumas tradições cristãs, o recipiente que Jesus usou na Última Ceia. Os Evangelhos Sinóticos referem-se a Jesus compartilhando um cálice de vinho com os Apóstolos, dizendo: "Tomai todos e bebei, este é o cálice do meu sangue, o sangue da Nova e Eterna Aliança, que será derramado por vós e por todos para remissão dos pecados, fazei isto em memória de mim."
O uso do vinho e do cálice na Eucaristia nas igrejas cristãs é baseado no evento da Última Ceia. No final do século XII, o autor Robert de Boron associou à história preexistente do Santo Graal, um item mágico da literatura arturiana, o Cálice Sagrado. Essa associação continuou em muitas obras arturianas subsequentes, incluindo o ciclo Lancelot-Graal (Vulgata), o Ciclo Pós-Vulgata e Le Morte d'Arthur, de Sir Thomas Malory. Um cálice guardado na Catedral de Valência foi identificado desde a Idade Média como o suposto Cálice Sagrado usado na Última Ceia, atualmente essa é a relíquia mais confiável do Cálice, tendo sido utilizada por alguns papas para a celebrar missas durante visitas à Espanha. 

## Última Ceia
E, tomando um cálice, e tendo dado graças, deu-lho, dizendo: Bebei disto todos, porque isto é o meu sangue, o sangue da aliança, que é derramado em favor de muitos, para remissão dos pecados. Digo-vos que já não beberei do fruto da videira, até que o beba novo convosco no reino de meu Pai.
Este incidente, tradicionalmente conhecido como a Oração Eucarística, também é descrito pelos escritores dos evangelhos, Marcos e Lucas, e pelo apóstolo Paulo em I Coríntios. Com a descrição anterior da partilha do pão, esta é a base para a celebração da Eucaristia, celebrada regularmente em muitas igrejas cristãs. Exceto no contexto da Última Ceia, a Bíblia não faz nenhuma menção ao cálice.

São João Crisóstomo (347–407 d.C.) afirmou em sua homilia do Evangelho de São Mateus:
A mesa não era de prata, o cálice no qual Cristo deu Seu sangue para Seus discípulos beberem não era de ouro, e ainda assim tudo ali era precioso e verdadeiramente digno de inspirar admiração. 
O peregrino Antonino de Piacenza (570 d.C.), em suas descrições dos lugares sagrados de Jerusalém, disse que viu "o cálice de ônix, que nosso Senhor abençoou na última ceia" entre muitas relíquias exibidas na Basílica erguida por Constantino perto do Gólgota e do Santo Sepulcro . 

Herbert Thurston na Enciclopédia Católica (1908) concluiu que:
Nenhuma tradição confiável nos foi preservada a respeito do vaso usado por Cristo na Última Ceia. Nos séculos VI e VII, peregrinos em Jerusalém foram levados a crer que o Santo Cálice ainda era venerado na igreja do Santo Sepulcro, contendo dentro dele a esponja de vinagre que foi apresentada a Nosso Senhor no Calvário. 
De acordo com uma tradição, São Pedro trouxe o Cálice aRoma, onde foi passado aos seus sucessores (os papas). Em 258, na perseguição de Valeriano, o Império quis confiscar várias relíquias, o Papa Sisto II, porém, entregou o Santo Cálice a um de seus diáconos, São Lourenço, que o entregou a um soldado espanhol, Prosélio, instruindo-o a mantê-lo em segurança em seu país.[carece de fontes?]

## Tradição medieval

### Iconografia

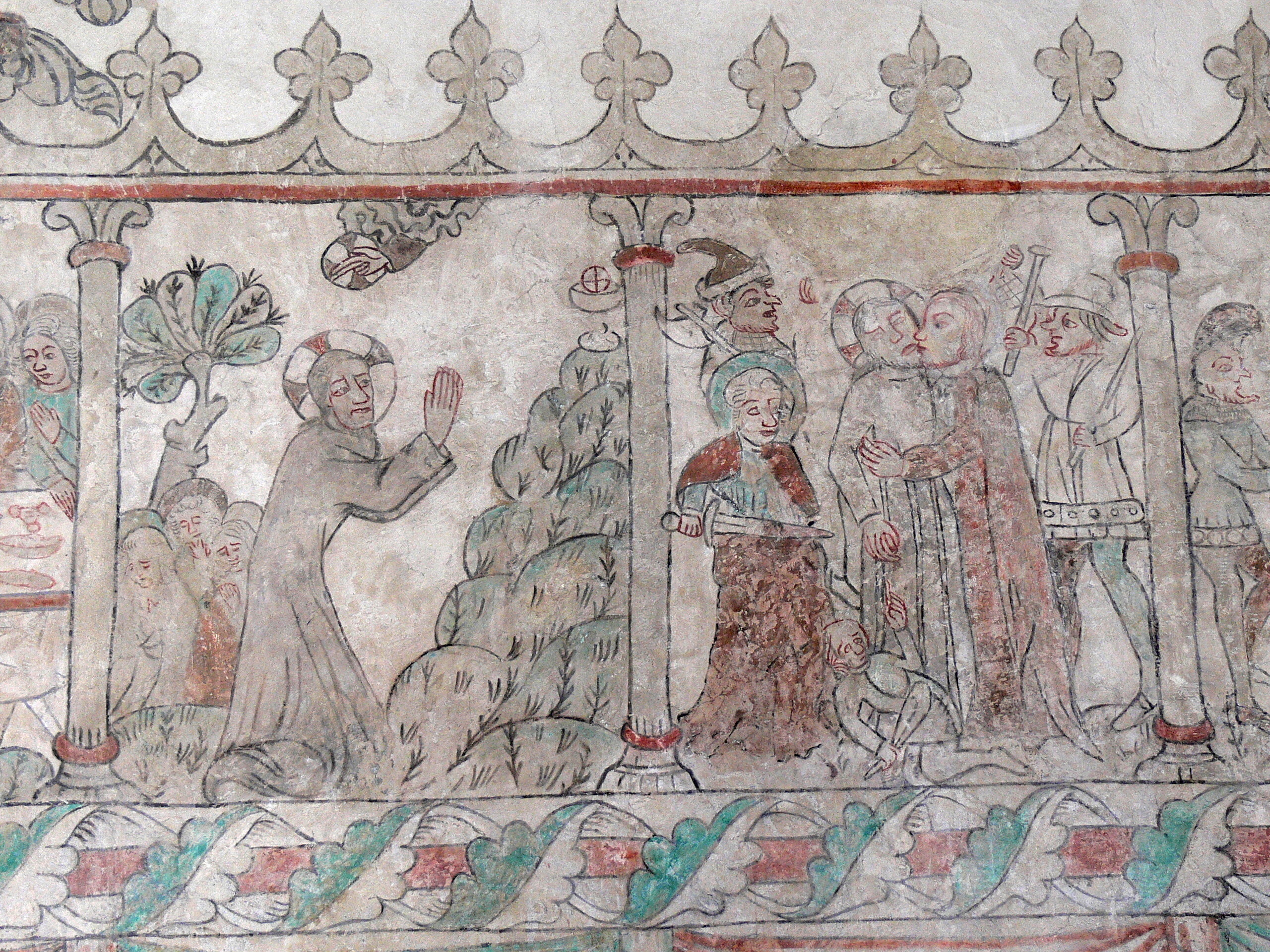
Ilustrações da Igreja de Öja, Gotland, na Suécia.

O simbolismo por trás do Santo Cálice se desenvolveu ao longo de toda a história da Igreja. Várias ilustrações relacionam essa relíquia com a agonia de Jesus no horto, quando Ele disse: "Pai, se possível, afasta de mim esse cálice",como essa na Igreja de Öja, na Suécia (O cálice aparece sobre a montanha).

### Santo Graal
O Santo Graal entrou na cultura popular como um objeto milagroso no século XII com as Lendas do Rei Arthur. Posteriormente, foi relacionado com a relíquia do Santo Cálice.
No fim do século XII, o francês Robert de Boron foi o primeiro a relacionar o Graal com José de Arimateia, o homem que ajudou Jesus a carregar a cruz. Ao fim do século XIII, a lenda já estava bem desenvolvida: rezava que o Graal era o cálice usado na Última Ceia e para coletar o Preciosíssimo Sangue e que fora trazido à Espanha por José.

### Relíquias medievais
No Século VII, um peregrino anglo-saxão chamado Arculfo relatou que havia uma capela na Terra Santa onde era venerada uma relíquia do Santo Cálice. Esse, porém, é a único registro dessa devoção.
No fim da Idade Média haviam dois objetos venerados como o cálice da Santa Ceia na Europa. O primeiro é o Santo Cálice de Valência, que é também o mais famoso dos dois. O segundo é Santo Cálice da Catedral de Gênova, que foi encontrado em Cesareia em 1101. Porém não foi venerado como o cálice de Cristo até o século XIII.

#### O Santo Cálice de Valência

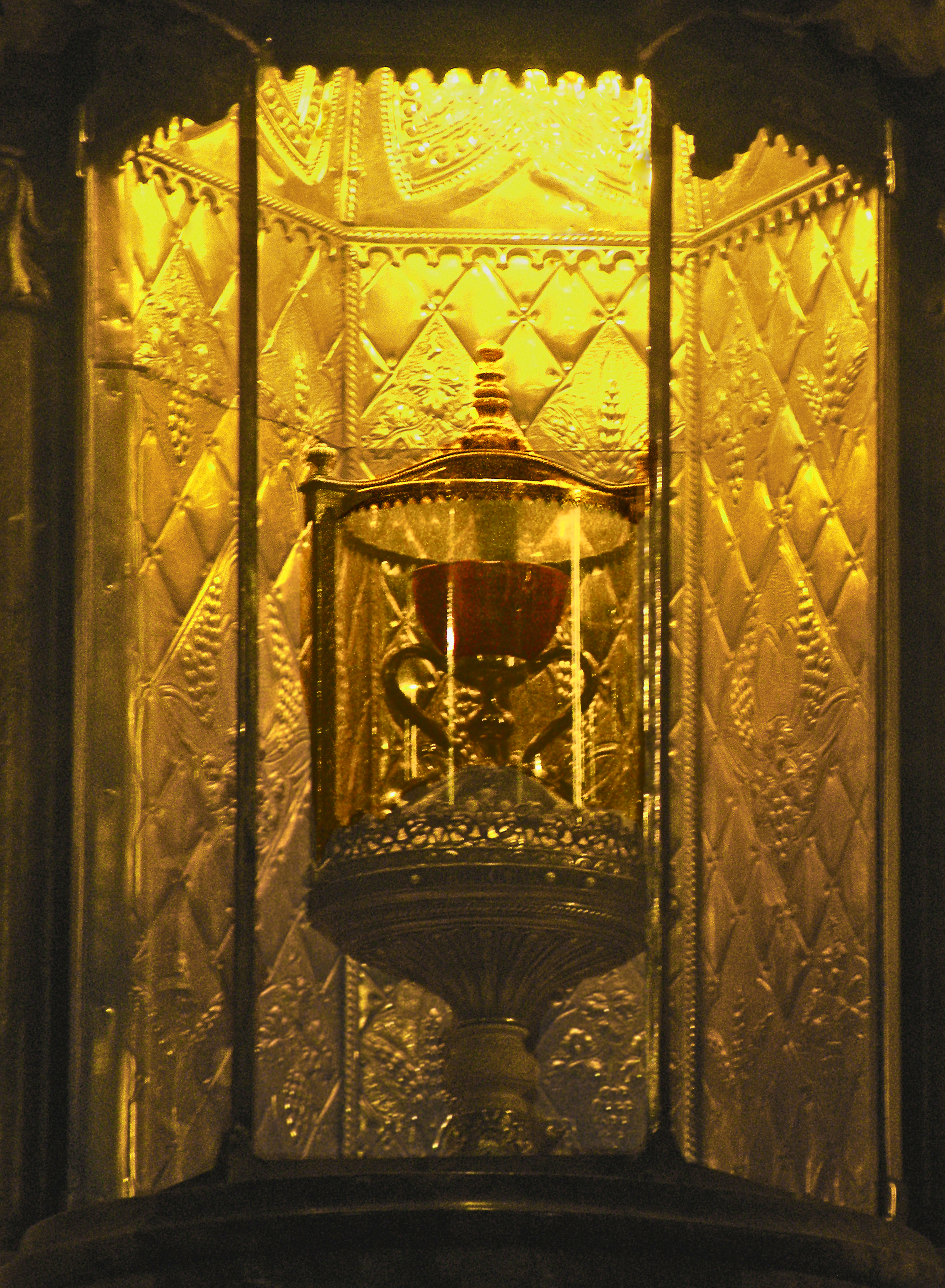
O Santo Cáliz na Catedral de Valência

O Santo Cáliz é um recipiente de ágata guardado na Catedral de Valência. A sua devoção atrai muitos peregrinos que crêem que ele foi usado por Jesus na sua última refeição. 
A taça é feita de ágata vermelha escura, montada por meio de uma haste com botões e duas alças curvas sobre uma base feita de uma taça invertida de calcedônia . O copo de ágata tem cerca de 9 centímetros de diâmetro e a altura total, incluindo a base, é de cerca de 17 centímetros. A parte inferior tem inscrições em árabe. A base, as hastes e as alças são adições posteriores, mas a própria taça de ágata vermelha foi provavelmente produzida na região de Israel ou no Egito entre o século II a.C. e o século I d.C. 
Ele fica junto com um pergaminho que detalha a perseguição contra os cristãos no Império Romano, que forçou São Lourenço a esconder o cálice.
A primeira referência explícita a essa relíquia é encontrada em um inventário do tesouro do mosteiro de San Juan de la Peña elaborado por Dom Carreras Ramírez, cônego de Saragoça, em 14 de dezembro de 1134. O Cálice é descrito como o vaso em que "Cristo Nosso Senhor consagrou o seu sangue" . Em 1399 o mosteiro deu o cálice para o rei Martim I de Aragão em troca de um cálice de ouro.
Em novembro de 1982, o Papa João Paulo II celebrou uma missa com o Santo Cálice . Na ocasião o Santo Padre o chamou de "testemunha da passagem de Cristo na Terra". Em julho de 2016 o Papa Bento XVI também celebrou uma missa com a relíquia.

#### Cálice de Gênova

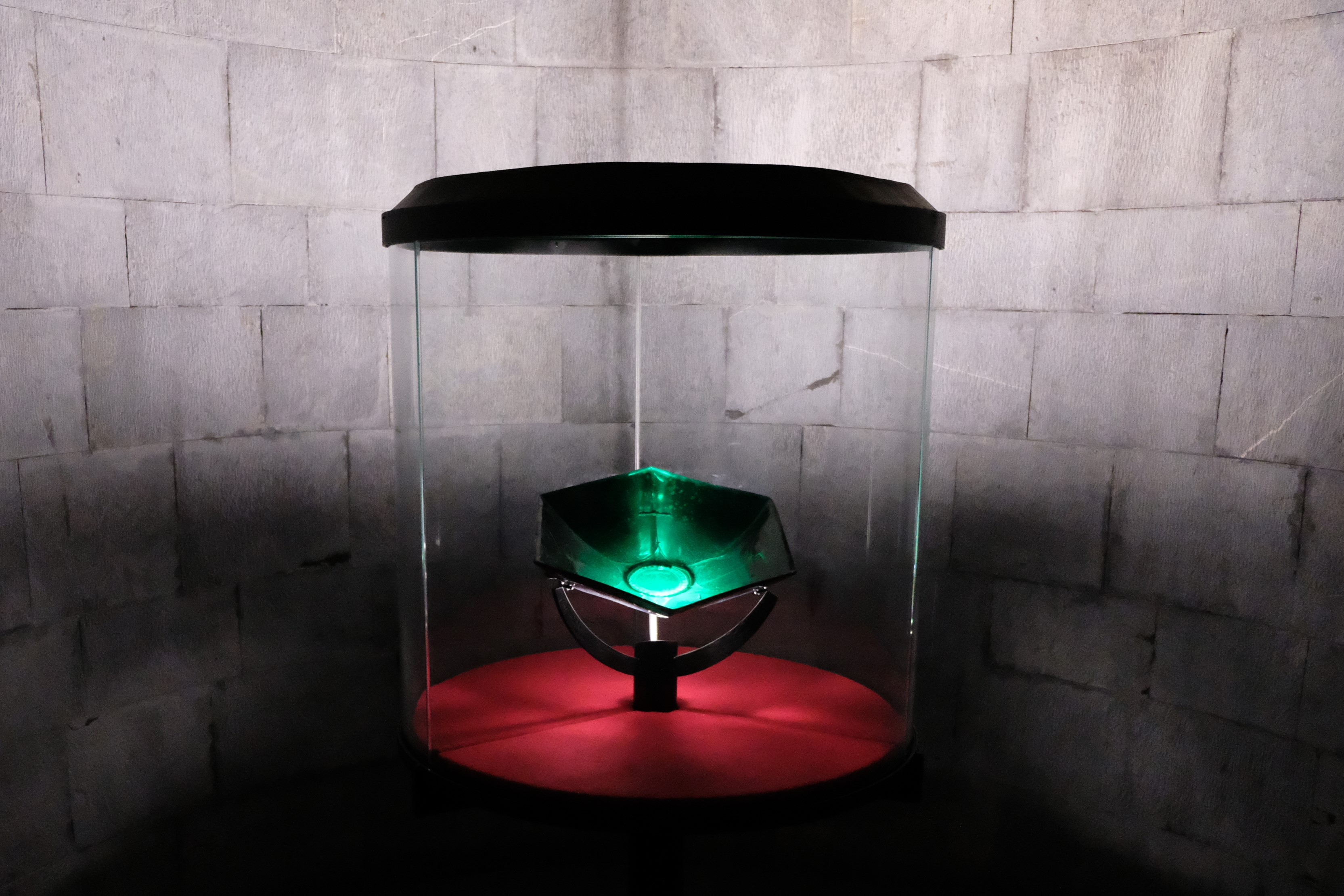
O Sacro Catino na Catedral de Gênova.

O Sacro Catino da Catedral de Gênova é uma bacia hexagonal feita de vidro egípcio verde de 9 centímetros de altura e 33 de diâmetro. Foi levada à Gênova pelo comerciante Guilherme Embriaco após a conquista da  Cesareia em 1101. O bispo Guilherme de Tiro descreve como "Uma vasilha de cor verde que os genoveses pensaram ser de esmeralda e aceitaram como parte dos espólios." O bispo ainda diz que os genoveses acreditavam que o objeto era milagroso por ser feito de esmeralda.Posteriormente, o Sacro Catino foi relacionado ao cálice da Última Ceia, o primeiro registro dessa devoção foi feito pelo bispo Tiago de Voragine na década de 1290.
Em 1805, durante as Guerras Napoleônicas, a bacia foi roubada e levada a Paris. Só em 1816 ela foi devolvida à Catedral de Gênova, porém danificada. Nessa ocasião também foi comprovado que seu material não era esmeralda, e sim vidro. 
Estudos modernos mostram que o objeto não é feito de esmeralda, mas de vidro egípcio verde. Além disso, as datações recentes do remontam os séculos IX e X.

## Candidatos modernos
Além desses dois, uma série de outros artefatos de maior ou menor notoriedade passaram a ser identificados com o "Santo Graal" ou "Santo Cálice", principalmente devido à crescente popularidade da Lenda do Graal no Romantismo do século XIX. 

### Cálice de Dona Urraca
O Cálice de Doña Urraca é um artefato guardado na Basílica de Santo Isidoro em Leão, Espanha.  A ligação deste artefato ao Santo Graal foi feita no livro Los Reyes del Grial (Os reis do Graal) de 2014, que desenvolve a hipótese de que esse objeto teria sido levado pelas tropas egípcias após a invasão de Jerusalém e o saque da Igreja do Santo Sepulcro, então entregue pelo Emir do Egito ao Emir de Dénia, que no século XI o deu aos Reis de Leão para que poupassem sua cidade na Reconquista . 

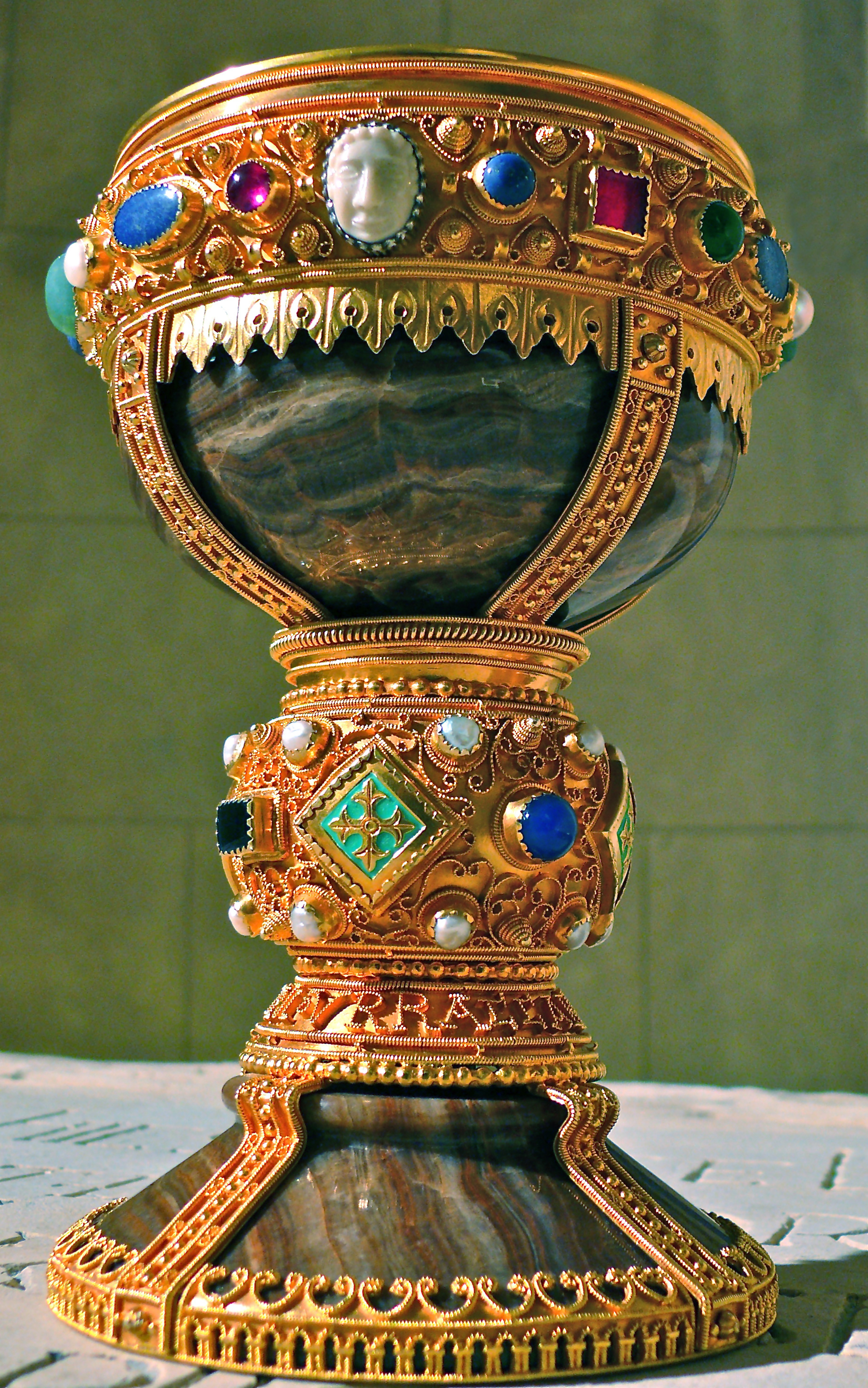
O cálice de Doña Urraca

### O "Cálice" de Antioquia
Esse objeto prateado e dourado faz parte da coleção do Museu Metropolitano de Arte, na cidade de Nova York. Foi feito nos arredores de Antioquia por volta do século VI. É um copo duplo: o interior é um recipiente simples de prata e o exterior é de metal fundido e ornamentado. Quando foi encontrado em 1910 em Antioquia, foi chamado de Santo Graal, postura que o Museu nova-iorquino caracteriza como "ambiciosa". Especialistas do Museu de Arte Walters, em Baltimore, identificaram que o objeto é, provavelmente, apenas uma lâmpada estilizada do século VI. 

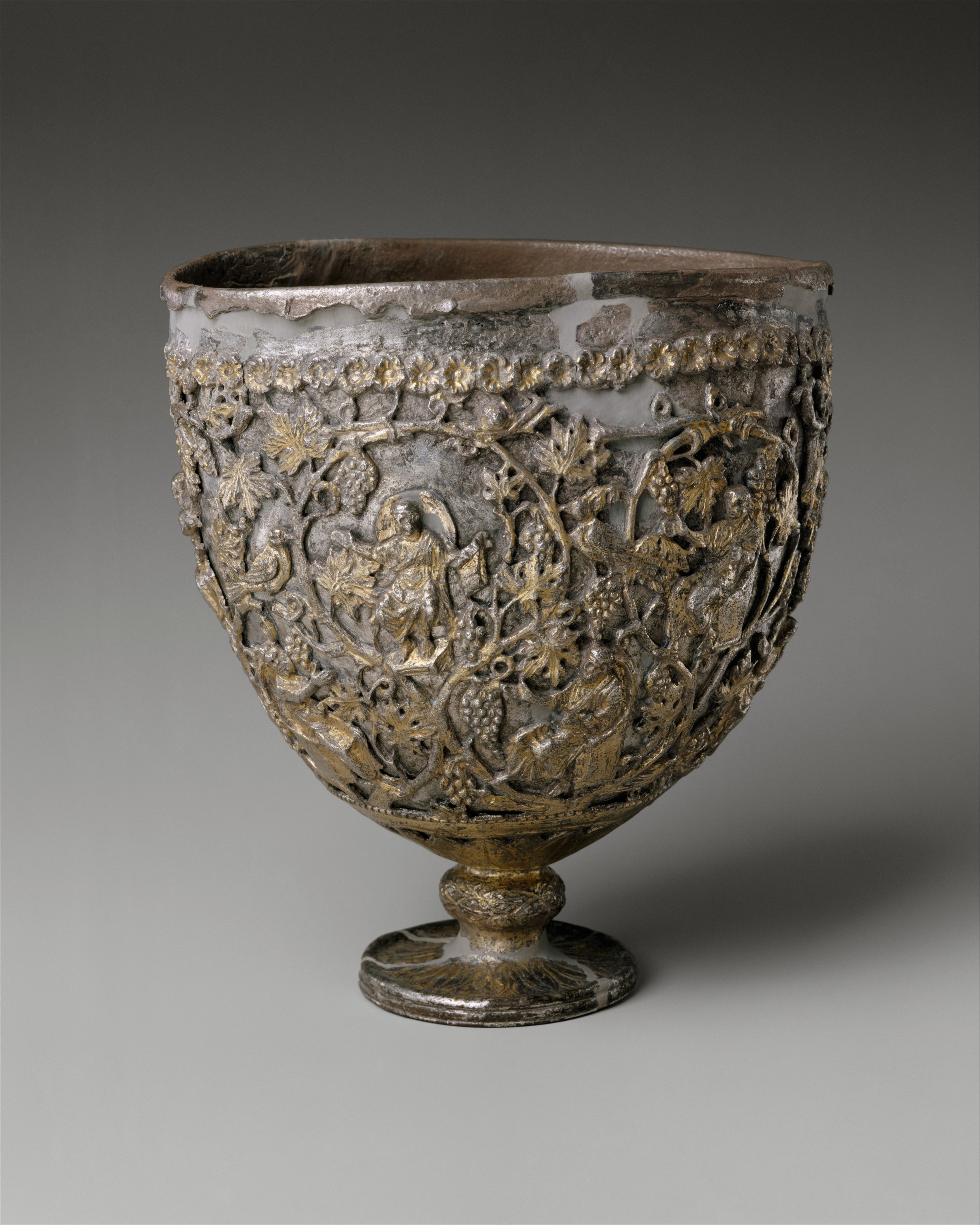
O "Cálice" de Antioquia

### Copo de Nanteos
O Copo de Nanteos é um fragmento de  um copo de madeira medieval mantido por muitos anos na Mansão Nanteos, uma casa histórica no País de Gales. A esse objeto foram atribuídos poderes milagrosos no século XIX e a tradição diz que foi feito com um pedaço da relíquia da Vera Cruz. Só no século XX, porém, é que foi identificado como o Santo Graal.

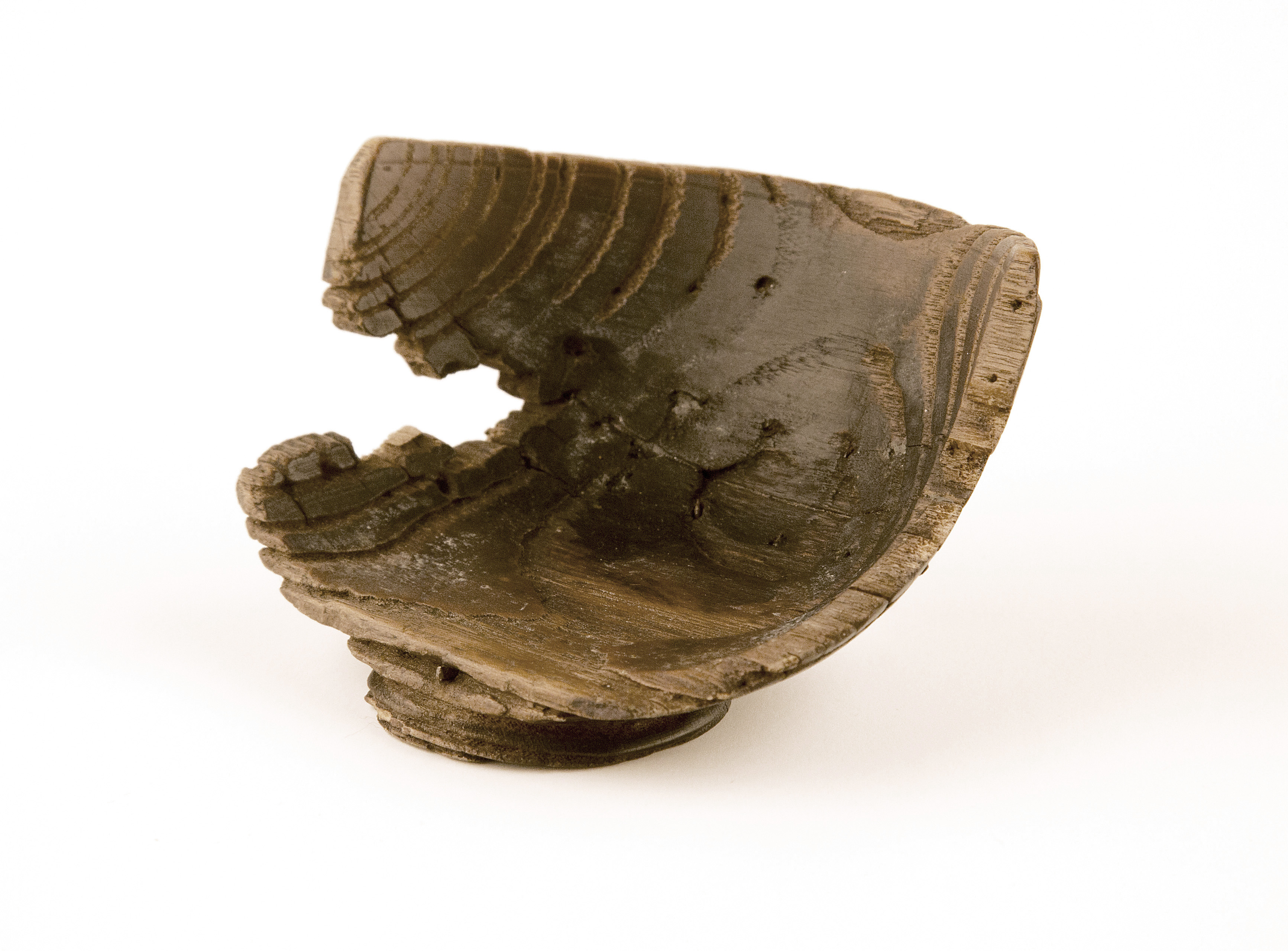
O Copo de Nanteos